# Tour de l'Avenir 2005
Le Tour de l'Avenir 2005 était la 42e édition du Tour de l'Avenir. La compétition, ouverte aux coureurs de moins de 25 ans s'est déroulée du 1er au 10 septembre 2005. La course comportait 10 étapes tracées entre Argentré-du-Plessis et Blaye-les-Mines.

## Étapes
| Étape    | Date      | Ville Départ               | Ville Arrivée              | km       | Vainqueur             | Maillot Jaune |
| -------- | --------- | -------------------------- | -------------------------- | -------- | --------------------- | ------------- |
| Étape 1  | 1er sept. | Argentré-du-Plessis        | Argentré-du-Plessis        | 141      | Lars Bak              | Lars Bak      |
| Étape 2  | 2 sept.   | Argentré-du-Plessis        | Sainte-Scolasse-sur-Sarthe | 163      | Tyler Farrar          | Borut Božič   |
| Étape 3  | 3 sept.   | Sainte-Scolasse-sur-Sarthe | Sassay                     | 195      | Borut Božič           | Borut Božič   |
| Étape 4  | 4 sept.   | Sassay                     | Chauvigny                  | 151      | Koen de Kort          | Lars Bak      |
| Étape 5  | 5 sept.   | Leignes-sur-Fontaine       | Montmorillon               | 22 (clm) | Christian Müller      | Lars Bak      |
| Étape 6  | 6 sept.   | Chauvigny                  | Guéret                     | 244      | Jesús del Nero Montes | Lars Bak      |
| Étape 7  | 7 sept.   | Guéret                     | Mauriac                    | 148      | Alexander Gottfried   | Lars Bak      |
| Étape 8  | 8 sept.   | Aurillac                   | Aurillac                   | 159      | Bradley Wiggins       | Lars Bak      |
| Étape 9  | 9 sept.   | Maurs                      | Carmaux                    | 154      | Carl Naibo            | Lars Bak      |
| Etape 10 | 10 sept.  | Blaye-les-Mines            | Blaye-les-Mines            | 144      | Sébastien Minard      | Lars Bak      |

## Classement final
|     | Cycliste                |    | Temps            |
| --- | ----------------------- | -- | ---------------- |
| 1.  | Lars Bak                | en | 34 h 54 min 21 s |
| 2.  | Christophe Riblon       | +  | 59 s             |
| 3.  | Assan Bazayev           |    | 1 min 06 s       |
| 4.  | Maxime Monfort          |    | 1 min 13 s       |
| 5.  | Denys Kostyuk           |    | 1 min 14 s       |
| 6.  | Éric Berthou            |    | 1 min 17 s       |
| 7.  | William Walker          |    | 1 min 18 s       |
| 8.  | Matija Kvasina          |    | 1 min 27 s       |
| 9.  | Leonardo Duque          |    | 1 min 32 s       |
| 10. | Pieter Mertens          |    | 1 min 32 s       |
| 11. | Gustavo Dominguez Lemos |    | 2 min 05 s       |
| 12. | Yannick Talabardon      |    | 2 min 25 s       |
| 13. | Olivier Bonnaire        |    | 2 min 50 s       |
| 14. | Sébastien Duret         |    | 3 min 02 s       |
| 15. | Julien Mazet            |    | 4 min 29 s       |

## Classements annexes
| Classement par points     | Assan Bazayev  |
| Grand Prix de la Montagne | Saul Raisin    |
| Meilleure équipe          | Perutnina Ptuj |